# Haematopota badia
Haematopota badia är en tvåvingeart som beskrevs av Philip 1963. Haematopota badia ingår i släktet Haematopota och familjen bromsar. Inga underarter finns listade i Catalogue of Life.